# Jesus lossat bojors tvång
Jesus lossat bojors tvång är en singelskiva med Curt & Roland som är inspelad i Cavatina Studio i Kumla. Utgiven 1968.

## Låtlista
Sida A
1. Jesus lossat bojors tvång

Sida B
1. Skall du väl lyftas upp.

.